# عامل نخر الورم ألفا
عامل نخر الورم ألفا (بالإنجليزية: Tumor necrosis factor alpha)‏ ومختصره (TNFα) ويسمى أيضا كاككتين (بالإنجليزية: cachectin)‏ أو كاككسين (بالإنجليزية: cachexin)‏ هو بروتين إشارة خلوية (سيتوكين) يشارك في عملية الالتهاب في جسم الإنسان.
حاليا بحذف كلمة ألفا من تسمية عامل نخر الورم ألفا والاكتفاء بتسميته عامل نخر الورم لأن لمفوتوكسين ألفا لم يعد يسمى عامل نخر الورم بيتا.